# Féminines Traversées
Féminines Traversées est un livre paru en mars 2013 chez C3 éditions sous la plume de l'écrivaine Marie Alice Bélisaire. L'auteure est née en novembre 1969 et a obtenu une licence en Droit à la Faculté de Droit et des Sciences Économiques de l'université d'État d'Haïti. Elle exerce la profession de notaire depuis juillet 1999. 
Ce livre présente seize femmes de la société haïtienne « issues de souches variées avec de parcours différents mais qui ont su laisser s'exprimer ce qu'elles avaient en commun ». Ces femmes ne sont pas forcément connues publiquement mais elles ont occupé des postes dans l'administration publique et elles ont travaillé en laissant positivement leurs traces, que ce soit au point de vue politique, social, scientifique ou littéraire. Ce livre était un nouveau titre dans "Livres en Folie" en 2013. 

## Présentation de quelques-unes des seize femmes

### Mireille Durocher Bertin
Mireille Durocher Bertin, femme professeure, avocate et militante politique, née le 28 octobre 1959. Elle enseigna le Droit Maritime à SEMANAH, le droit des affaires à L'Institut National de Gestion et des Hautes Etudes Internationales (INAGHEI) entre 1984 à 1988. Elle occupa des postes de cheffe du service des professions judiciaires au Ministère de la Justice et directrice des affaires juridiques au Ministère des Affaires Etrangères entre 1985 à 1991. Elle a fondé le Mouvement de l'Intégration de la Femme Haïtienne (MIFH) et le Mouvement de l'Intégration National. Connue comme l'une des personnes qui aborde sans cesse la question de la souveraineté nationale elle se trouvait assassinée le mars 1995 à Port-au-Prince, accompagnée d’Eugene Junior Ballairgeau son client,.

### Marie Vieux Chauvet
Marie Vieux Chauvet, femme de lettres, romancière et dramaturge haïtienne, née à Port-au-Prince, le 16 septembre 1916. Elle a publié sa première œuvre, La Légende des fleurs  sous le pseudonyme de Colibri. Début des années 1960 elle était la seule femme dans le groupe d’écrivains au sein d’Haïti Littéraire. En 2016, à l'occasion de sa centenaire de naissance, plusieurs activités ont été organisées à New York, Montréal et Port-au-Prince. Elle est auteure préférée des écrivains contemporains très connus, comme Gary Victor, Kettly Mars, Yanick Lahens et Evelyne Trouillot.

### Ida Faubert
Fille unique du président Lysius Salomon, Ida Faubert, écrivaine et féministe est l'une des premières femmes publiées en Haïti.

### Odette Roy Fombrun
Née en Haïti en 1917, Odette Roy Fombrun, écrivaine des livres pour enfants, des livres scolaires, des romans policiers, des essais et ces contes. Elle est fondatrice de la première école préscolaire en Haïti, en 1946. Elle est membre de la Société  Haïtienne d'Histoire de Géographie et de Géologie et membre de la Ligue Féminine d'Action Sociale. Elle a participé dans l'avant-projet de la Constitution de 1987.

### Viviane Gauthier
Viviane Gauthier, née en 1918, enseignante, danseuse et chorégraphe professionnelle et professeure de danse en Haïti. Elle est fondatrice de l'école de danse Viviane Gauthier et enseigne aussi à l'École Nationale des Arts. Elle est morte à quatre-vingt-dix-neuf ans soit soixante-quinze ans de carrière dans le domaine de la danse. Elle allait performer pour la première fois en Europe en 1971.

### Mona Guérin
Mona Guérin, éducatrice, metteure en scène, écrivaine haïtienne, née en 1934 à Port-au-Prince est auteure de plusieurs recueils de poèmes, nouvelles, pièces de théâtre et autres.  Elle est auteure du premier feuilleton radiophonique le plus suivi "Roye les voilà" qui s'est diffusé sur les ondes de 1982 à 1994. Connues aussi comme chroniqueuse et animatrice d'émissions, elle est morte le 30 décembre 2011.

### Norah Amilcar Jean-François
Norah Amilcar Jean-François est née en Haïti en 1954, elle a été juge au Tribunal pour Enfant au Tribunal de Première Instance, Juge Conseillère à la Cour d'Appel, professeur de Droit pénal à l'Université d'Etat d'Haïti entre 1996 et 2002. Elle a présenté son livre "Un nouveau regard sur l'enfance haïtienne" en octobre 2012 lors d'une entrevue. Dans cet ouvrage, elle a souligné « le rôle de la société civile, des ONG et des travailleurs sociaux pour relever ce grand défi qu'est la sauvegarde de l'enfance et de l'adolescence ». Elle est à la tête du chapitre haïtien de l'Association internationale des femmes-juges (AIFEJ).